# Alchemilla sauri
Alchemilla sauri är en rosväxtart som beskrevs av Sergei Vasilievich Juzepczuk. Alchemilla sauri ingår i släktet daggkåpor, och familjen rosväxter. Inga underarter finns listade i Catalogue of Life.